# Rhynchotechum longipes
Rhynchotechum longipes är en tvåhjärtbladig växtart som beskrevs av Wen Tsai Wang. Rhynchotechum longipes ingår i släktet Rhynchotechum och familjen Gesneriaceae. Inga underarter finns listade i Catalogue of Life.